# ران اشمن
ران اشمن (انگلیسی: Ron Ashman; ۱۹ مهٔ ۱۹۲۶ – ۲۱ ژوئن ۲۰۰۴) بازیکن فوتبال اهل بریتانیا بود.
از باشگاه‌هایی که در آن بازی کرده‌است می‌توان به باشگاه فوتبال نوریچ سیتی و باشگاه فوتبال پیتربورو یونایتد اشاره کرد.